# Bello (Spanyolország)
Bello egy község Spanyolországban, Teruel tartományban. Bello Odón, Las Cuerlas, Gallocanta, Berrueco, Tornos, Torralba de los Sisones és Blancas községekkel határos. Lakosainak száma 213 fő (2024).

## Nevezetességek
Bello egyike annak a hat községnek, amelyek területén osztozik Nyugat-Európa egyik legjelentősebb sóstava, a Gallocantai-tó.

## Népesség
A település lakosságának változását az alábbi diagram mutatja:
| Lakosok száma | 388  | 351  | 309  | 285  | 282  | 244  | 244  | 224  | 230  | 213  |
|               | 2001 | 2004 | 2007 | 2009 | 2012 | 2014 | 2017 | 2019 | 2022 | 2024 |